# Alianza Alemania
Alianza Alemania (en alemán: Bündnis Deutschland) es un partido político alemán fundado en noviembre de 2022. Está dirigido por Steffen Große, exlíder de los Votantes Libres en Sajonia y exmiembro de la Unión Demócrata Cristiana. 
El partido cuenta con algunos exmiembros de la conservadora CDU/CSU, de la populista de derecha Alternativa para Alemania, el liberal Partido Democrático Libre, y del Partido Socialdemócrata. Se describe a sí mismo como políticamente entre la CDU y la AfD.
En enero de 2023, el miembro del Parlamento Europeo Lars Patrick Berg dejó el partido Reformadores Liberal-Conservadores y se unió a Alianza Alemania.
Alianza Alemania anunció planes para participar en las elecciones estatales de mayo de 2023 en Bremen, pero luego decidió apoyar al partido local Ciudadanos en Ira. En junio de 2023, los BIW se integraron oficialmente a Alianza Alemania.
El partido también cuenta con representación en el Parlamento Regional Sajón, luego de que un diputado electo por AfD se uniese a la formación.